# Остролодочник чернеющий
Остролодочник чернеющий (лат. Oxytropis nigrescens) — вид растений рода Остролодочник (Oxytropis) семейства Бобовые (Fabaceae), растущий в сухих щебнистых и песчаных тундрах арктической и гипоарктической зоны.

## Ботаническое описание
Образует рыхлые дерновинки со стелющимися ветвистыми каудексами. Прилистники высоко сросшие с черешком и между собою, рассеянно волосистые. Листочки в числе 4—9 пар, остроланцетные, с обеих сторон полуоттопыренно-волосистые, с краями часто кверху загнутыми. Цветоносы длинноволосистые, темноватые; цветки скученные. Прицветники темноволосистые, обычно вдвое длиннее цветоножек.
Чашечка трубчато-колокольчатая, густо темномохнатая, с узкими зубцами, которые по длине почти равны трубке. Флаг 17—20 мм длиной, округло-обратнояйцевидный, на верхушке с выемкой. Лодочка с очень коротким остроконечием 0,1—0,2 мм длиной. Бобы продолговатые, 20—33 мм длиной, черноволосистые, с широкой брюшной и узкой спинной перегородками. 2n=16, 32.

## Значение и применение
Очень хорошо поедается северным оленем (Rangifer tarandus).